# Hiszpania na Zimowych Igrzyskach Olimpijskich 1960
Hiszpanię na Zimowych Igrzyskach Olimpijskich 1960 reprezentowało czworo zawodników: trzech mężczyzn i jedna kobieta. Był to czwarty start reprezentacji Hiszpanii na zimowych igrzyskach olimpijskich.
Wszyscy zawodnicy startowali w narciarstwie alpejskim.

## Skład kadry

### Narciarstwo alpejskie
Mężczyźni
| Zawodnik            | Konkurencja | Konkurencja | Konkurencja   | Konkurencja   | Konkurencja       | Konkurencja       | Konkurencja              | Konkurencja              |
| Zawodnik            | Zjazd       | Zjazd       | Slalom gigant | Slalom gigant | Slalom specjalny  | Slalom specjalny  | Slalom specjalny         | Slalom specjalny         |
| Zawodnik            | Czas        | Pozycja     | Czas          | Pozycje       | Czas 1. przejazdu | Czas 2. przejazdu | Czas łączny              | Pozycja                  |
| ------------------- | ----------- | ----------- | ------------- | ------------- | ----------------- | ----------------- | ------------------------ | ------------------------ |
| Manuel García-Moran | 2:27,6      | 42.         | 2:14,8        | 47.           | 1:32,3            | 1:25,7            | 2:58,0                   | 35.                      |
| Luis Sánchez        | 2:28,3      | 44.         | 2:13,6        | 45.           | 1:24,3            | 1:16,2            | 2:40,5                   | 24.                      |
| Luis Arias          | 2:29,8      | 51.         | 2:13,2        | 42.           | 1:52,1            | DSQ               | Nie ukończył konkurencji | Nie ukończył konkurencji |

Kobiety
| Zawodniczka    | Konkurencja | Konkurencja | Konkurencja     | Konkurencja     | Konkurencja       | Konkurencja       | Konkurencja      | Konkurencja      |
| Zawodniczka    | Zjazd       | Zjazd       | Slalom gigant   | Slalom gigant   | Slalom specjalny  | Slalom specjalny  | Slalom specjalny | Slalom specjalny |
| Zawodniczka    | Czas        | Pozycja     | Czas            | Pozycja         | Czas 1. przejazdu | Czas 2. przejazdu | Czas łączny      | Pozycja          |
| -------------- | ----------- | ----------- | --------------- | --------------- | ----------------- | ----------------- | ---------------- | ---------------- |
| Marían Navarro | 1:49,7      | 24.         | Dyskwalifikacja | Dyskwalifikacja | 1:05,2            | 1:02,8            | 2:08,0           | 23.              |